# Plexippoides flavescens
Plexippoides flavescens là một loài nhện trong họ Salticidae.
Loài này thuộc chi Plexippoides. Plexippoides flavescens được Octavius Pickard-Cambridge miêu tả năm 1872.